# Кориите
Кориите е село в Южна България. То се намира в община Мадан, област Смолян.

## География
Село Кориите се намира в планински район.

## Културни и природни забележителности
В местността се намират върховете Мейково и Остра могила. На тези върхове са разположени множество вили, бараки и колиби на местните земеделци и скотовъдци, които допринасят за още по-красивия облик на местността.

## Кухня
Местната кухня е свързана с картофите (компиров клин), боба (шарен фасул) и царевицата (трахана). За десерт „Благ клин“.

## Религии
Жителите на селото изповядват исляма и са българомохамедани.

## Редовни събития
Празниците Курбан Байрям и Рамазан Байрям, двата празника на мюсюлманите.

## Топонимия
Известни са следните названия на местности в землището на село Кориите:
- Остра могила
- Мейково
- Кашеско
- Равнъ нива
- Бърчинката
- Преслоп
- Аликоски байр
- Друмън
- Дараквото
- Сакалицкото
- Дупките
- Еленското

## Други
Стари родове са– Терзиеви, Хаджиалиеви, Глухови и Шошеви.